# Українське (Кальміуський район)
Украї́нське — село Новоазовської міської громади Кальміуського району Донецької області, Україна.

## Загальні відомості
Відстань до райцентру становить близько 24 км і проходить Т 0519 та автошляхом місцевого значення.
Перебуває на території, яка тимчасово окупована російськими терористичними військами.

## Населення
За даними перепису 2001 року населення села становило 43 особи, з них 67,44 % зазначили рідною мову українську, 30,23 % — російську та 2,33 % — болгарську.